# Museu de la Garrotxa
El Museu de La Garrotxa (antigament també conegut com a Museu Comarcal de la Garrotxa) és un museu d'art situat a la ciutat d'Olot especialitzat en pintura catalana i més concretament en els integrants de l'escola d'Olot i els seus seguidors. Està ubicat al 3r pis de l'edifici Hospici i ocupa prop de 1.000 m².
Es poden veure quadres d'alguns pintors destacats com per exemple Ramon Casas, Xavier Nogués, Leonci Quera i Ramon Amadeu; i també es poden veure obres dels escultors Miquel Blay i Josep Clarà i una col·lecció de cartells modernistes.
El museu està inscrit al Registre de Museus de Catalunya, és secció del Museu Nacional d'Art de Catalunya i membre de la Xarxa de Museus d'Art de Catalunya i de la Xarxa Territorial de Museus de les comarques gironines.

## Edifici

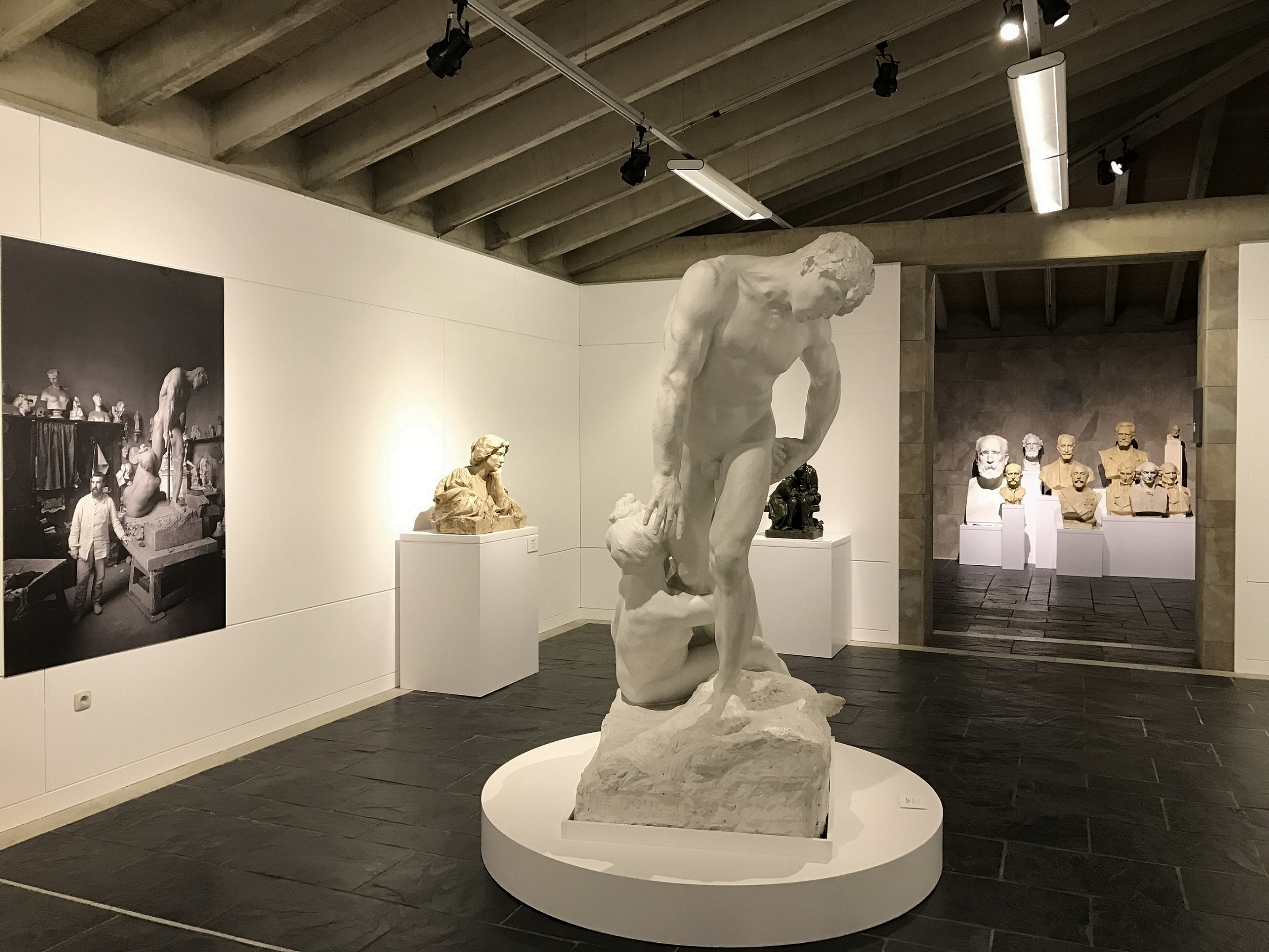
Interior del Museu de la Garrotxa

L'antic Hospici d'Olot, construït a finals del segle xviii (1779-1784) mercès a una deixa testamentària d'Antoni Llopis i a altres aportacions del bisbe Lorenzana, i projectat per Ventura Rodríguez (1779-1784), fou creat per a usos múltiples: escola, habitatge de mestres, beneficència i escola de Belles Arts que estigué a la base de l'anomenada escola paisatgística d'Olot, fundada per Lorenzana com a filial de l'Escola de Belles Arts de Barcelona. El primer director fou Joan Carles Panyó, pintor i arquitecte. Durant la guerra Gran (1793-95), l'Hospici fou habilitat com a caserna i novament ho fou durant la guerra dels carlins (1874).
Exteriorment és un gran bloc paral·lepipèdic de tres pisos, amb els murs de paredat sense arrebossar. Els angles de l'edifici són de carreus així com els emmarcaments de les finestres que s'obren tot al llarg de les façanes als tres nivells. L'edifici és construït al voltant de dos patis entre els quals hi ha la capella. El pati posterior neoclàssic, anomenat dels claustres, té, als seus quatre costats, tres pisos amb arcades de mig punt sobre pilastres de base quadrangular, que de baix a dalt presenten un ritme decreixent. Els arcs de l'últim pis són rebaixats.

## Història
El Museu de la Garrotxa, fundat l'any 1893, i amb seu a l'Hospici d'Olot, gestiona el patrimoni de la ciutat i la seva comarca. La missió del Museu ha esdevingut, amb el temps, explicar i donar a conèixer el patrimoni artístic en relació amb la història social i industrial de la comarca de la Garrotxa. El Museu té en la creació de l'Escola de Dibuix d'Olot l'any 1783, i la seva història posterior, l'eix vertebrador que permet conèixer autors i corrents artístics tan destacats com són el paisatgisme de l'Escola d'Olot amb Joaquim Vayreda i Josep Berga i Boix, el Modernisme amb Miquel Blay i el quadre La càrrega de Ramon Casas o el Noucentisme de la mà de Josep Clarà i Francesc Vayreda.
El 2016 el museu va rebre, en dipòsit, 13 obres d'art procedents de la col·lecció del Museu Nacional d'Art de Catalunya dels autors Joaquim i Francesc Vayreda, Rafel Benet, Ignasi Mallol, Ramon Martí Alsina, Modest Urgell, Xavier Nogués, Lluís Rigalt i Joaquim Sunyer.
El 16 de gener de 2017 va tancar les portes temporalment. L'1 d'abril de 2017 es va inaugurar una nova exposició permanent al Museu, coincidint amb d'altres reformes fetes amb l'objectiu de millorar els espais expositius. El museu va fer un replantejament museogràfic i de continguts, fent servir la història artística de la ciutat i la seva escola d'art com a eixos vertebradors.

## Exposició permanent[calcitació]
L'exposició permanent es divideix en cinc àmbits: 
1. El tèxtil i l'Escola de Dibuix d'Olot: En aquesta secció s'expliquen els orígens del museu, de la figura de Joaquim Danés i Torras i de la fundació de l'Escola Pública de Dibuix d'Olot, el 1783, a més de tot el context històric vinculat al tèxtil i a les indianes.
2. L'Escola d'Olot, Joaquim i Marian Vayreda i Josep Berga i Boix: Apartat dedicat al paisatgisme a Catalunya i a la pintura de finals del XIX, amb els Vayreda i Berga i Boix com a màxims exponents de l'Escola d'Olot. També s'hi troben obres d'altres autors com Enric Ferau, Lluís Rigalt, Ramon Martí Alsina o Jaume Pahissa, entre d'altres, així com la segona generació d'artistes que van visitar i pintar a Olot, amb noms com Brull, Llimona o Rusiñol.
3. El modernisme, Miquel Blay i La Càrrega de Ramon Casas: En aquest apartat destaca la figura de Blay, La Càrrega de Ramon Casas i la col·lecció “Cigarrilos París”.
4. El noucentisme, Josep Clarà i Francesc Vayreda: Amb la Primera Guerra Mundial com a context, es parla de Josep Berga i Boada i d'Ignasi Rubió; Josep Clarà, com a màxim exponent del noucentisme, i el realisme màgic de Francesc Vayreda i els seus coetanis (Joaquim Suñer, Iu Pasqual, Ignasi Mallo…).
5. L'Escola Superior de Paisatge i la postguerra:' Un repàs de l'art olotí des de la Segona República fins als anys 80 del segle xx.

## Obres destacades
- La càrrega, de Ramon Casas
- Les bugaderes, de Joaquim Vayreda i Vila
- Eccehomo i figures de pessebre de Ramon Amadeu
- L'estiu de Joaquim Vayreda
- Un combregar a muntanya o El Viàtic de Marian Vayreda
- Camp de fajol. El pont de Santa Magdalena. Font de la Verge de la Guia, de Josep Berga
- Eclosió, Els primers freds i Margheritina de Miquel Blay
- Adela, Retrat de la Senyora Vinardell i Puixança de Josep Clarà
- Les Banyistes i Palco d'envelat de Francesc Vayreda
- Escultures de planxa de ferro, El petó de la mare, Façanes parisenques de Leonci Quera[3]